# Oleg Cassini

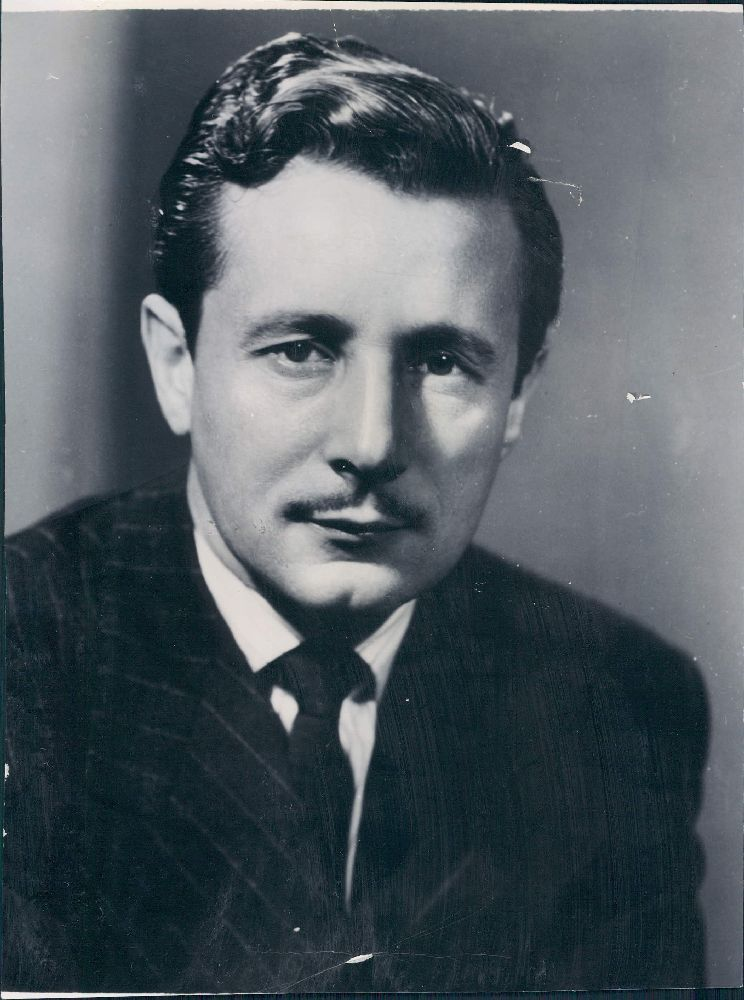
Oleg Cassini (1955)

Oleg Cassini (Russisch: Олег Кассини) (Parijs, 11 april 1913 – Manhasset (Long Island (New York), 17 maart 2006) was een Amerikaanse modeontwerper, bekend van het ontwerpen van de garderobe van Jacqueline Kennedy in de jaren 60. Zijn ontwerpen verschenen ook in een aantal Hollywood-films, waarin zijn tweede vrouw, de actrice Gene Tierney, de hoofdrol speelde.

## Jeugdjaren
Cassini werd geboren in Parijs geboren als Graf Oleg Loiewski (Russisch: Олег Александрович Лоевский, Oleg Aleksandrovitsj Loiewski) en was de oudste zoon van Marguerite Cassini en haar man Alexander Loiewski. Hij groeide op in Italië en verhuisde in 1936 naar de Verenigde Staten. Zijn vader was een Russische diplomaat. Zijn vader nam later de achternaam van zijn vrouw aan. Oleg Cassini verkreeg het Amerikaanse staatsburgerschap en werd tweede luitenant in het leger tijdens de Tweede Wereldoorlog.
Zijn broer, Igor Cassini, werd een beroemde roddelcolumnist bekend als Cholly Knickerbocker.

## Carrière
Nadat Cassini kunst had gestudeerd nam hij een baan bij de Franse couturier Jean Patou. Eind jaren 30 werkte hij als kostuumontwerper bij Edith Head. Aan het begin van de jaren 40 werd hij ingehuurd door Paramount Pictures.
De films waarvoor Cassini de kostuums ontwierp waren films met Gene Tierney: The Shanghai Gesture, The Razor's Edge (1946), The Ghost and Mrs. Muir (1947), That Wonderful Urge (1948), Whirlpool (1949), Where the Sidewalk Ends en Night and the City (beiden uit 1950) en The Mating Season en On the Riviera (beiden uit 1951).
Cassini werd begin jaren 60 internationaal bekend toen hij de garderobe van Jacqueline Kennedy mocht ontwerpen.
Cassini's autobiografie, In My Own Fashion, kwam uit in 1987.
Zijn ontwerpen werden tentoongesteld in het Metropolitan Museum of Art in 2001.

## Eerste huwelijk
Op 2 september 1938 trouwde Cassini met Mary "Merry" Fahrney in Elkton Maryland. Ze was al getrouwd (31 juli 1937) en gescheiden (5 februari 1938) van Hugh Parker Pickering. Ze hadden een 15 maanden oude zoon geadopteerd; Peter.
Op 5 februari zijn ze gescheiden.

## Tweede huwelijk
Cassini's tweede vrouw was de Amerikaanse filmster Gene Tierney (1920-1991). Ze trouwden op 11 juli 1941. Ze kregen twee dochters: Antoinette Daria Cassini (geboren 15 oktober 1943), die doof blind en geestelijk achtergebleven werd geboren en Christina "Tina" Cassini (geboren 19 november 1948). Ze scheidde op 8 april 1953

## Overlijden
Hij stierf in Manhasset, in de staat New York, aan de gevolgen van een beroerte op 92-jarige leeftijd. Hij liet zijn derde vrouw, twee kinderen en vier kleinkinderen achter.
- Gemeinsame Normdatei: 118874349
- International Standard Name Identifier: 0000 0000 8121 8124
- Library of Congress Control Number: n86121792
- National Archives and Records Administration: 51459210
- Nationale Bibliotheek van Tsjechië: js20060901004
- Nederlandse Thesaurus van Auteursnamen: 073836710
- RKD-Nederlands Instituut voor Kunstgeschiedenis: 223222
- SNAC: w60g4f5s
- Trove: 816479
- Union List of Artist Names: 500125094
- Virtual International Authority File: 42635788
- WorldCat: E39PBJd3JmwrQ8mpqFxC7hkRrq